# Le Dernier Chasseur de sorcières
Pour plus de détails, voir Fiche technique et Distribution.
Le Dernier Chasseur de sorcières ou La Dernière Chasse aux sorcières au Québec (The Last Witch Hunter) est un film fantastique américano-sino-canadien réalisé par Breck Eisner, sorti en 2015.

## Synopsis
Il y a 800 ans, la Reine des Sorcières tenta d'exterminer l'humanité en lançant la Peste Noire. Elle fut vaincue et tuée par un guerrier, Kaulder, qu'elle châtia en le rendant immortel avant de mourir. Depuis, notre monde repose sur un pacte fragile régissant la paix entre humains et sorcières. Ces dernières sont autorisées à vivre secrètement parmi nous tant qu’elles n’ont pas recours à la magie noire. Kaulder, membre de la Confrérie de la Hache et de la Croix qui garantit ce pacte, chasse les sorcières insoumises depuis sa confrontation avec la Reine des Sorcières. Mais lorsque Dolan 36e du nom, qui appartenait à une lignée de prêtres tous nommés Dolan chargés d'assister Kaulder, est assassiné, la guerre est sur le point d’éclater et de faire à nouveau basculer le monde dans les ténèbres. Il doit retrouver ses souvenirs pour venger la mort de son ami et protecteur et empêcher les sorcières d'exterminer le genre humain. Pour l'aider dans sa quête, il fait équipe avec Chloé, une sorcière perce-rêve et Dolan 37e du nom.

## Fiche technique
- Titre original : The Last Witch Hunter
- Titre français : Le Dernier Chasseur de sorcières
- Titre québécois : La Dernière Chasse aux sorcières
- Réalisation : Breck Eisner
- Scénario : Cory Goodman, Matt Sazama et Burk Sharpless
- Musique : Steve Jablonsky
- Direction artistique : Randy Moore et Tom Reta
- Décors : Julie Berghoff
- Costumes : Luca Mosca
- Photographie : Dean Semler, Marilyn Napaul (Londres) et Mike Upton (New York)
- Son : Mark Paterson, Jason Chiodo, Gabriel J. Serrano
- Montage : Chris Lebenzon et Dean Zimmerman
- Production : Bernie Goldmann, Vin Diesel, Mark Canton

Direction de production : Patrick Wachsberger
Production exécutive : Marilyn Napaul (Londres) et Mike Upton (New York)
Production déléguée : Adam Goldworm, Ric Kidney, Qiuyun Long et Samantha Vincent
Production associée : F. Valentino Morales, Yang Rong et Bo Shen
Coproduction : Erich Hoeber et Jon Hoeber
- Sociétés de production[1] : 
  - États-Unis : One Race Films, Mark Canton Productions, Goldmann Pictures, avec la participation de Summit Entertainment
  - États-Unis (non crédité) : Aperture Entertainment et Atmosphere Entertainment MM
  - Hong Kong (Chine) : TIK Films
- Sociétés de distribution : 
  - États-Unis : Lionsgate Films
  - Chine : China Film Group Corporation et E Stars Films
  - Hong Kong : Edko Films et Panasia Films
  - Canada : Entertainment One
  - France : SND Films
  - Belgique : Belga Films
  - Suisse romande : Ascot Elite Entertainment Group
- Budget : 90 millions de $[2]
- Pays d'origine :  États-Unis,  Chine,  Canada
- Langue originale : anglais
- Format[3] : couleur - D-Cinema - 2,39:1 (Cinémascope) (Panavision) - son Auro 11.1 | Dolby Digital | Datasat | Dolby Atmos
- Genre : fantastique, action, aventure
- Durée : 106 minutes
- Dates de sortie[4] :
  - Belgique, Suisse romande : 21 octobre 2015[5],[6]
  - Hong Kong, Chine : 22 octobre 2015
  - États-Unis, Québec : 23 octobre 2015[7]
  - France : 28 octobre 2015
- Classification[8] :
  -  États-Unis : Accord parental recommandé, film déconseillé aux moins de 13 ans (certificat #50026) (PG-13 - Parents Strongly Cautioned)[Note 1].
  -  Canada : Les enfants de moins de 14 ans doivent être accompagnées d'un adulte (14A - 14 Accompaniment).
  -  Québec : 13 ans et plus (13+ / 13 years and over).
  -  Chine : Pas de système.
  -  Hong Kong : Ne convient pas aux jeunes et aux enfants (IIB - Catégorie Deux-B)[Note 2].
  -  France : Interdit aux moins de 12 ans (visa d'exploitation no 143206 délivré le 26 octobre 2015)[9],[Note 3].
  -  Belgique : Tous publics (Alle Leeftijden)[5].
  -  Suisse romande : Interdit aux moins de 14 ans[10].

## Distribution

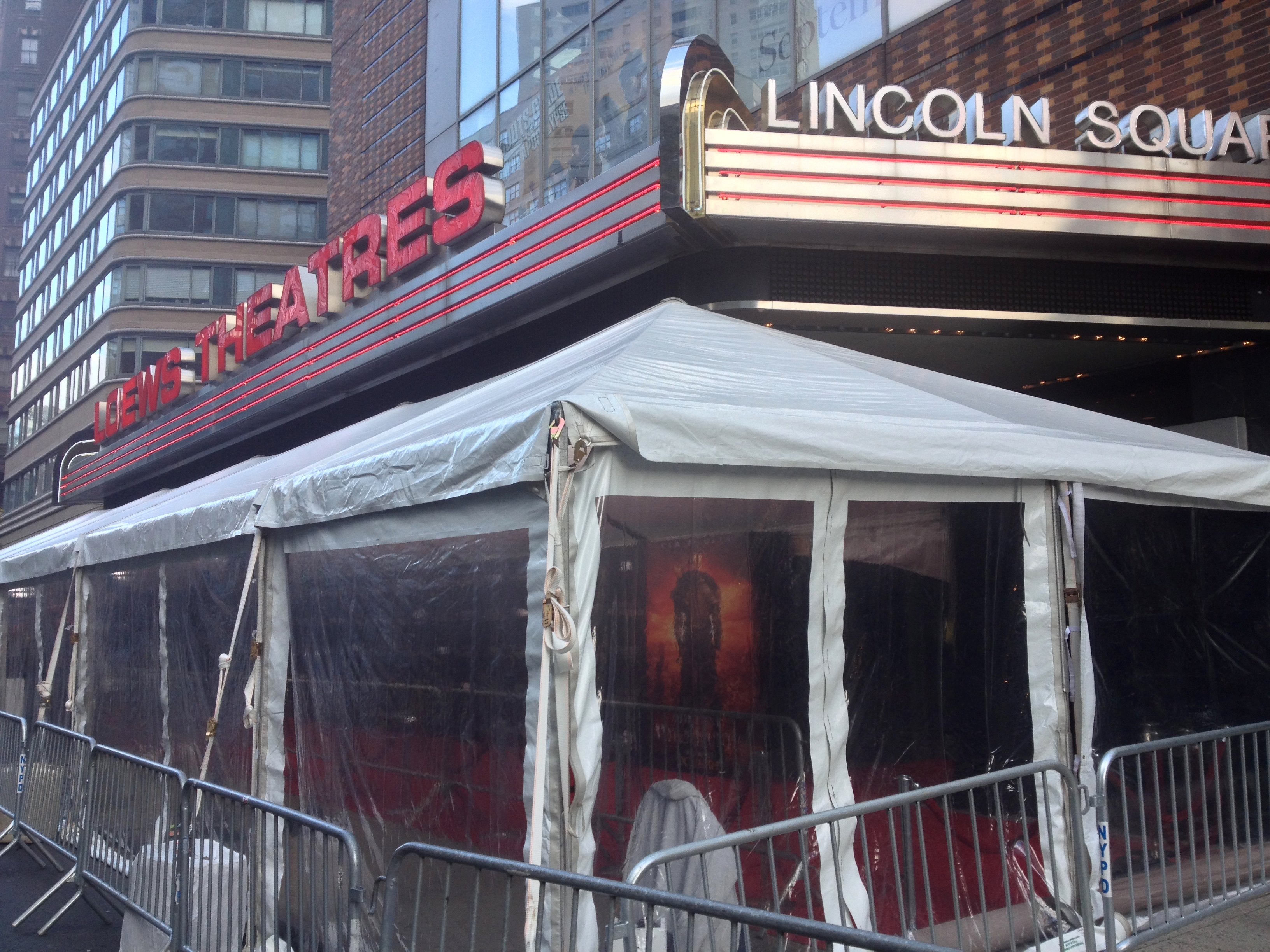
L'avant première du film à Lincoln Square (Manhattan).

- Vin Diesel (VF : Frédéric van den Driessche ; VQ : Marc-André Bélanger) : Kaulder
- Rose Leslie (VF : Karine Foviau ; VQ : Elina Cloutier) : Chloe
- Elijah Wood (VF : Alexandre Gillet ; VQ : Guillaume Champoux) : Dolan 37e
- Michael Caine (VF : Frédéric Cerdal ; VQ : Vincent Davy) : Dolan 36e
- Joseph Gilgun (VF : Emmanuel Karsen ; VQ : Louis-Philippe Dandenault) : Ellic
- Isaach De Bankolé (VF : Frantz Confiac ; VQ : Sylvain Hétu) : Max Schlesinger
- Ólafur Darri Ólafsson (VF : Gilles Morvan ; VQ : Thiéry Dubé) : Belial
- Rena Owen (VQ : Hélène Mondoux): Glaeser
- Julie Engelbrecht (VF : Ingrid Donnadieu ; VQ : Kim Jalabert) : La reine des sorcières
- Michael Halsey (de) (VF : Claude Lesko ; VQ : Éric Gaudry) : Grosette
- Lotte Verbeek : Helena
- Dawn Olivieri (VF : Juliette Degenne ; VQ : Marika Lhoumeau) : Nik
- Inbar Lavi (VF : Mbembo) : Sonia
- Aimee Carrero (VF : Marie Tirmont) : Miranda
- Bex Taylor-Klaus (VF : Laura-Anne Sagat) : Bronwyn
- Sloane Coombs (VQ : Alice Déry) : Elizabeth
- Kurt Angle : Un garde du corps

 Source et légende : version québécoise (VQ) sur Doublage.qc.ca

## Accueil

### Accueil critique
Sur le site Rotten Tomatoes, la cote du film est de 17 %, basé sur 123 avis, avec une note moyenne de 3,8⁄10. Le consensus critique du site se lit comme suit: "Le Dernier Chasseur de sorcière va ennuyer et / ou confondre tous les fans de fantasy-action les moins exigeants", Sur Metacritic, le film a obtenu une note de 34⁄100, sur la base de 22 critiques, indiquant "des critiques généralement défavorables". Sur CinemaScore, le public a attribué au film une note moyenne de "B-" sur une échelle de A + à F.

### Box-office
| Pays ou région | Box-office    | Date d'arrêt du box-office | Nombre de semaines |
| -------------- | ------------- | -------------------------- | ------------------ |
| États-Unis     | 27 367 660 $  | 31 décembre 2015           | 10                 |
| Total mondial  | 146 936 910 $ | -                          | -                  |

## Distinctions

### Nominations
- Prix de la bande-annonce d'or 2016 : Nommé au Prix de la Toison d'or pour Lionsgate et AV Squad[12].